# اسپاراگوسا د لارس
اسپاراگوسا د لارس (به اسپانیایی: Esparragosa de Lares) یک منطقهٔ مسکونی در اسپانیا است که در استان باداخس واقع شده‌است. اسپاراگوسا د لارس ۲۰۷ کیلومتر مربع مساحت دارد ۴۷۳ متر بالاتر از سطح دریا واقع شده‌است.